# Achères, Yvelines
Achères är en kommun i departementet Yvelines i regionen Île-de-France i norra Frankrike. Kommunen ligger i kantonen Saint-Germain-en-Laye-Nord som tillhör arrondissementet Saint-Germain-en-Laye. År 2022 hade Achères 21 663 invånare.

## Befolkningsutveckling
Antalet invånare i kommunen Achères
| Referens: INSEE |